# 西阿爾比恩 (明尼蘇達州)
西阿爾比恩（英語：West Albion）是位於美國明尼蘇達州賴特縣阿爾比恩鎮區及弗倫奇萊克鎮區的一個非建制地區。

## 地理
西阿爾比恩所處的海拔為高於海平面313米（即1027英呎），而該地所採用的時區為UTC-6，即北美中部時區（CST）。同時該地設有夏令時間，為UTC-6調快一小時，即UTC-5（CDT）。